# 關西足球聯賽
關西足球聯賽（日语：／，略称：KSL）是一個日本足球聯賽，有兩個級別（1部和2部），是覆蓋關西大部分地區（兵庫縣、京都府、奈良縣、大阪府、滋賀縣和和歌山縣）的一級聯賽，也是日本九個地區聯賽之一。